# 永久法令
《永久敕令》（荷兰语：Eeuwig Edict；英语：Perpetual Edict），或者翻译为1577年法令，是1577年2月12日由西班牙哈布斯堡王朝驻尼德兰总督唐·胡安（Don Juan of Austria）与尼德兰十七省代表签署的一项政治协议。该敕令旨在回应1576年《根特议和法案》的诉求，承诺西班牙军队撤离尼德兰并恢复地方自治权，但最终因双方互信破裂而未能持久，成为八十年战争（1568-1648）中短暂缓和的关键节点。